# GR 12 (sendero francés)

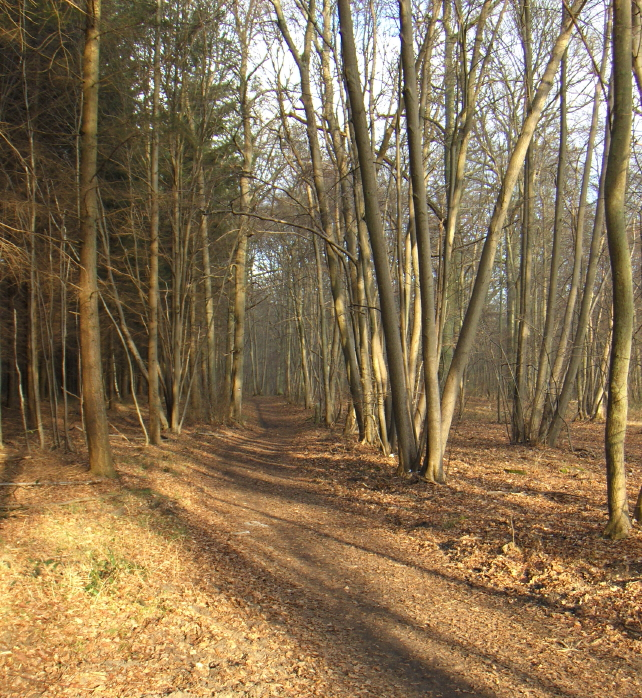
Camino forestal que cruza el bosque de Chantilly, llamado también Calzada Brunehaut. Es una antigua vía romana que iba de Senlis a París a través de Luzarches. Actualmente forma parte del sendero francés GR 12.

El sendero francés GR 12 es un sendero de gran recorrido que se extiende de Ámsterdam (Holanda) a París (Francia), pasando por Bélgica.

## Trazado

### En Bélgica
Atraviesa las siguientes provincias:
- la provincia de Amberes
- la provincia de Brabante flamenco
- la provincia de Brabante valón
- la provincia de Henao
- la provincia de Namur

### En Francia
Atraviesa los siguientes departamentos:
- las Ardenas
- Aisne
- Oise
- Val-d'Oise

### Ciudades que atraviesa
El sendero  francés GR 12 pasa por:
- Amberes
- Lier
- Malinas
- Grimbergen
- Bruselas
- Beersel
- Ittre
- Feluy
- Manage
- Anderlues
- Jamioulx
- Walcourt
- Philippeville
- Dourbes
- Rocroi
- Remilly-les-Pothées
- Signy-l'Abbaye
- Wasigny
- Sery
- Saint-Fergeux
- Amifontaine
- Sainte-Croix
- Vic-sur-Aisne
- Pierrefonds
- Verberie
- Avilly-Saint-Léonard
- Luzarches
- Saint-Denis
- París